# Jang Min-hee
 (août 2023).
Si vous disposez d'ouvrages ou d'articles de référence ou si vous connaissez des sites web de qualité traitant du thème abordé ici, merci de compléter l'article en donnant les références utiles à sa vérifiabilité et en les liant à la section « Notes et références ».
Dans ce nom coréen, le nom de famille, Jang, précède le nom personnel.
Jang Min-hee (en coréen : 장민희), née le 5 avril 1999, est une archère sud-coréenne, médaillée d'or par équipes avec ses partenaires Kang Chae-young et An San lors des Jeux olympiques d'été de 2020.

## Carrière
Elle est à l'université nationale d'Incheon.
Lors du premier jour des épreuves de tir à l'arc aux Jeux olympiques d'été de 2020, elle termine deuxième du tour de classement à l'épreuve individuelle femmes lors des qualifications en réalisation 677 avec 72 flèches battant l'ancien record de 673 points en 72 flèches mais sa compatriote An San totalisera 680.
Deux jours plus tard, elle remporte la médaille d'or de l'épreuve par équipes avec ses compatriotes Kang Chae-young et An San.